# 喜界語
喜界語是通行於奄美群島喜界島的一種琉球語。喜界島全島使用的都是這種語言。喜界語與北奄美大島語、南奄美大島語、德之島語統稱為奄美語。

## 方言
喜界語可分為南、北兩種方言。
- 北部方言：小野津、志戶桶、塩道三個聚落
- 南部方言：通行於其他聚落